# Legokjawa
Legokjawa is een bestuurslaag in het regentschap Ciamis van de provincie West-Java, Indonesië. Legokjawa telt 3899 inwoners (volkstelling 2010).